# Ullen Sentalu Museum
Het Ullen Sentalu Museum (Indonesisch: Museum Ullen Sentalu) is een museum in de Indonesische plaats Kaliurang, nabij de Merapi.
Het museum, opgericht in 1994, toont relikwieën en voorwerpen§ van vorstenhuizen en kratons van Java, zoals Jogjakarta, Pakualam, Surakarta en Mangkoenegara.